# Anatólio Falé
Anatólio dos Reis Falé, mais conhecido por Anatólio Falé (Lagos, 7 de Julho de 1913 - Lagos, 22 de Julho de 1980), foi um professor, músico e compositor português.

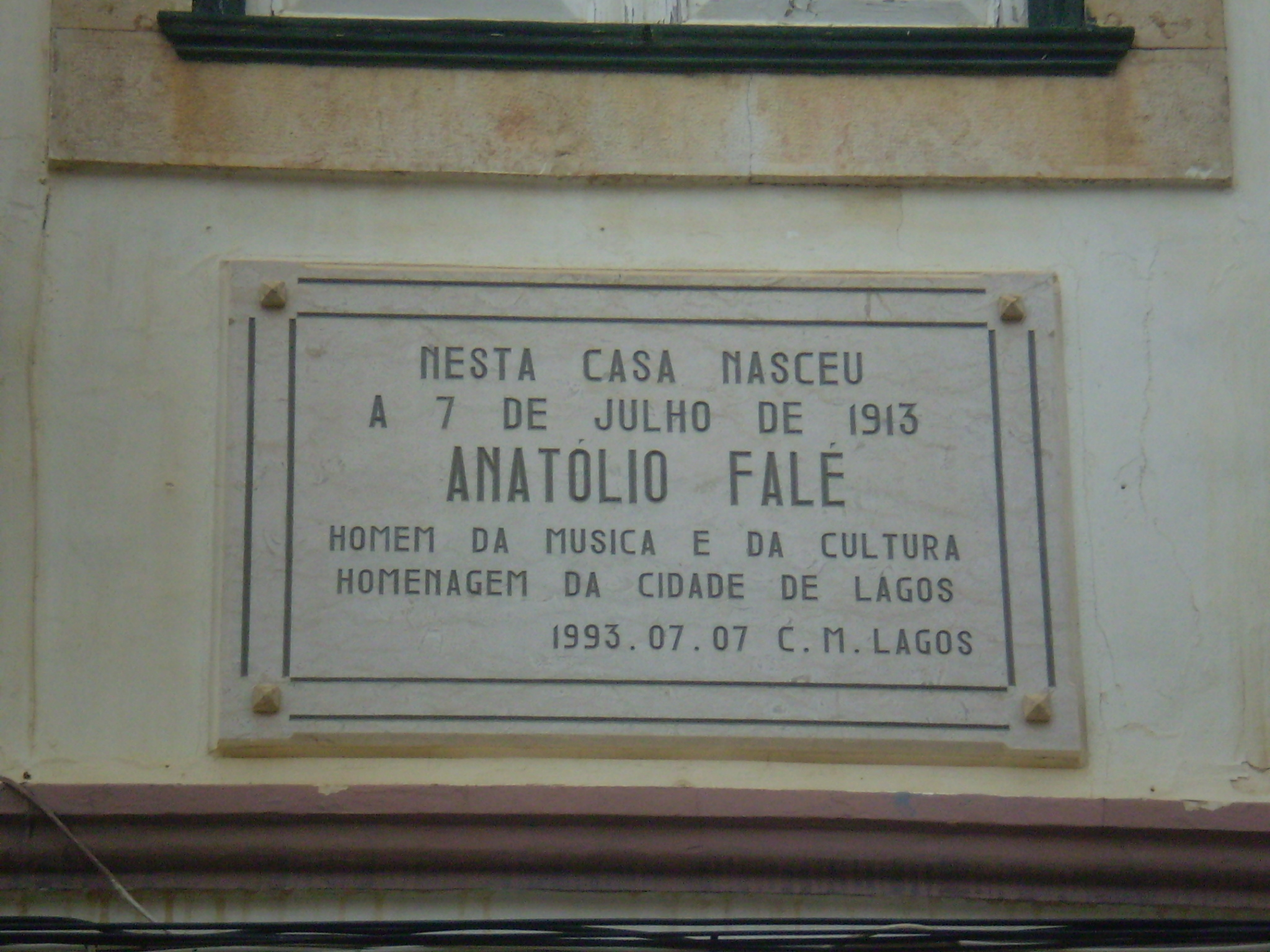
Placa de homenagem a Anatólio Falé, no exterior da casa onde nasceu, em Lagos.

## Biografia

### Nascimento e formação
Anatólio dos Reis Falé nasceu na cidade de Lagos em 7 de Julho de 1913, filho de Luís dos Reis Falé e de Maria da Conceição Falé. Frequentou as escolas primária e Industrial em Lagos. Iniciou a sua educação musical aos oito anos de idade.

### Carreira artística e profissional
Tornou-se um músico profissional aos dezassete anos, como exímio acordeonista e violista. Radicado em Lisboa durante alguns anos, estendeu a sua actividade musical ao Cinema, Teatro e Rádio, onde se popularizou.
Participou com grande sucesso em diversas orquestras e compôs dezenas de trabalhos inéditos registados na Biblioteca Nacional de Portugal e na Sociedade Portuguesa de Autores, para além de editoras nacionais e estrangeiras. Musicou igualmente letras de canções dos mais variados poetas. Muito ligado à sua terra natal, criou músicas ligeiras para letras de vários conterrâneos, incluindo as músicas do filme Algarve em Flor, de Fernando Ponte e Sousa, que compôs em conjunto com José Lobo da Veiga.  Também compôs várias composições musicais, gravadas em disco e em filmes, para editoras nacionais e estrangeiras. Regressou a Lagos no final dos anos 40, onde continuou a sua actividade de compositor, e exerceu como professor de Educação Musical.
Também ocupou as posições de director no Instituto Mozart e no Clube Artístico Lacobrigense, presidente no Grémio Recreativo Lacobrigense e na Sociedade Filarmónica Lacobrigense 1º de Maio, e foi fundador e presidente de uma Escola de Música por correspondência, que chegou a reunir milhares de alunos em Portugal e no estrangeiro.

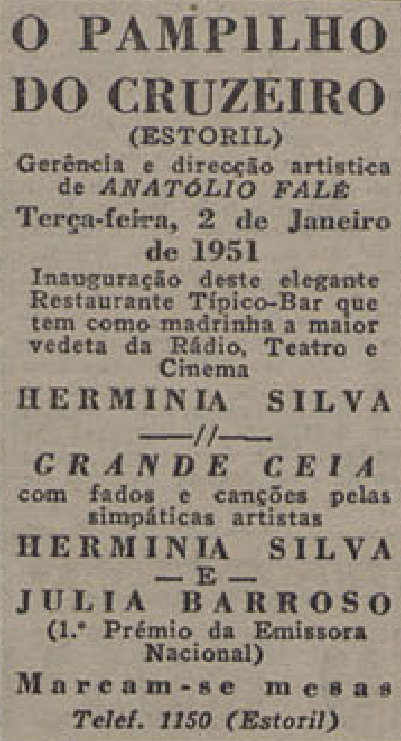
Publicidade à inauguração do restaurante O Pampilho do Cruzeiro, no Estoril, publicada em 1950 no jornal Diário Popular. Anatólio Falé é referido como gerente e director artístico do restaurante.

### Vida Pessoal
Casou com Floripes Maria Dias Falé, de quem teve dois filhos, Anatólio Dias Falé e Carmelita Dias Falé, e dois netos, Pedro Luís Vieira Falé e Laura Sequeira Falé.

### Falecimento
Anatólio dos Reis Falé faleceu em Lagos, no dia 22 de Julho de 1980.

## Obras
É autor de obras reconhecidas internacionalmente pelo seu elevado valor pedagógico, entre elas: 
- Método de Solfejo (8 volumes) [4]
- Método de Acordeão (20 volumes)
- Curso de Viola Moderna (3 volumes)

## Homenagens
A Câmara Municipal de Lagos deu o nome de Anatólio Falé a uma rua da cidade e colocou uma placa de homenagem, assinalando as datas do seu nascimento e da sua morte, na fachada do prédio onde nasceu e viveu as últimas dezenas de anos da sua existência.
A Academia de Música de Lagos promove anualmente o Concurso de Música Anatólio Falé, dirigido a alunos matriculados em Conservatórios e Escolas de Música certificadas pelo Ministério da Educação.